# 全祖望

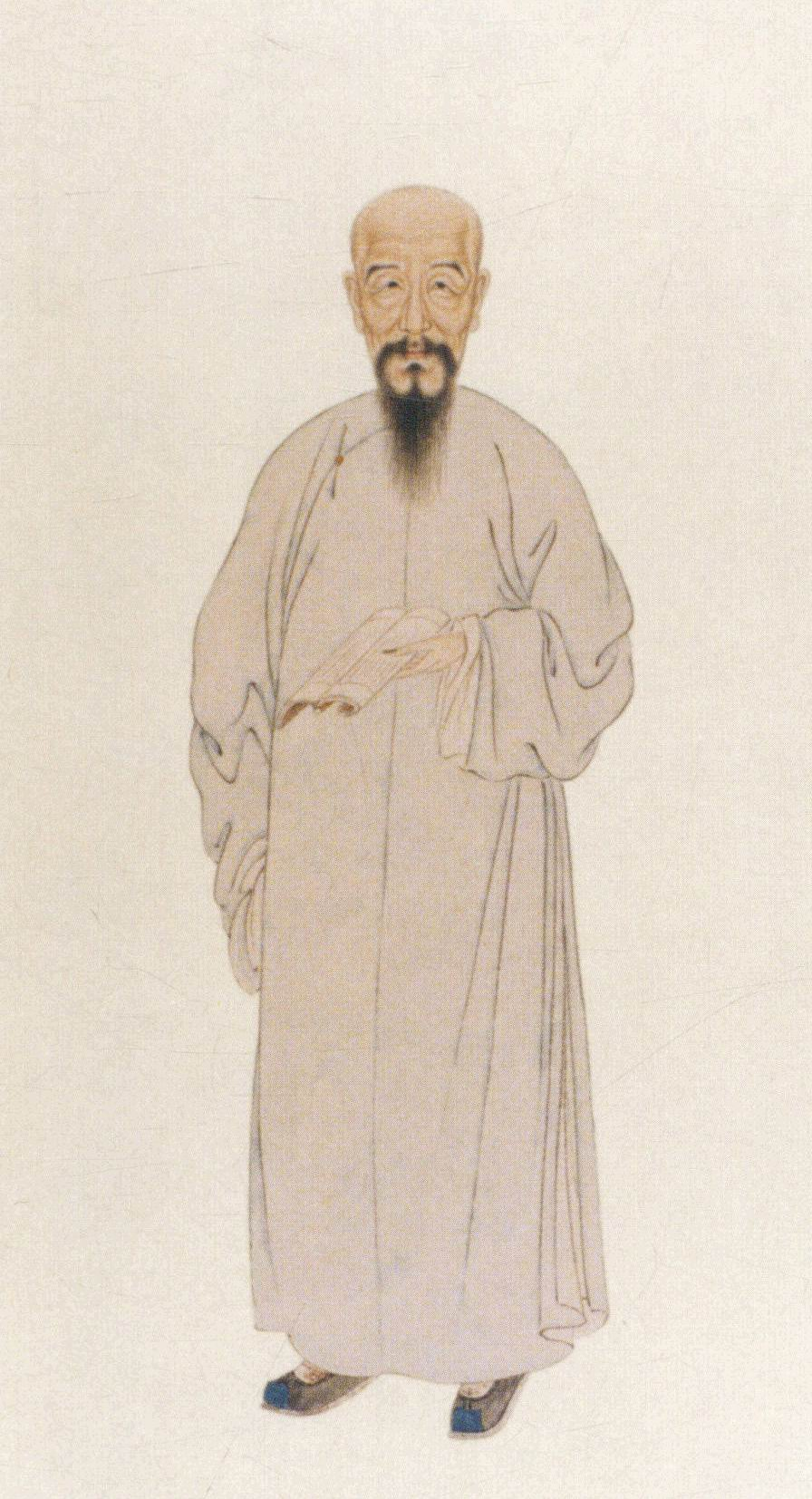
全祖望

全 祖望（ぜん そぼう、1705年 - 1755年）は、中国清代の儒学者。字は紹衣、号は謝山。

## 略伝
寧波府鄞県（現在の浙江省寧波市海曙区）洞橋鎮沙港村の出身。生まれつき異常な天稟を持ち、14歳の時に博士弟子員に選抜され、16歳で郷試に応じその古文を査初白に認められ、19歳の時に天一閣に登用され、そこの書物を研究した。1729年に貢生に推挙され、北京におもむき侍郎の方苞に上書したことで知られ、順天郷試にあげられ侍郎の李紱はその文を大いに嘆賞したという。1736年に博学宏詞科に推薦され、その春に進士となり、翰林院庶吉士となったが、博学宏詞の試験はふたたび受けなかった。1737年に知県に左遷されたので故郷にもどり、二度と官職には就かなかった。以後は病と貧困の合間に学究生活を続け、天一閣・戢山・端渓などの諸院で諸士の教育に努めた。後に病で逝去した。享年は51。

## 学問・著作
全祖望の性質は剛直で気概を尊び、節義を表彰することを好んだ。黄宗羲に信服していたため、官職を辞めてから『宋元学案』を増修した。また『水経注』を7回校閲し、『困学紀聞』に3回注釈を加えた。主要な著作には以下のものがあるが、これらはいずれも『鮚埼亭集』（38巻『外編』50巻『年譜』1巻，坿『全謝山先生経史問答』）に収められており、近年には『全祖望集彙校集注』（朱鑄禹彙校集注，上海古籍出版社，2000年）と『全祖望鮚埼亭集校注』（詹海雲校注，鼎文書局，2003年）などの校点本（整理本）も刊行され利用が便利になった。
- 『鮭琦亭集』50巻
- 『経史問答』
- 『続易別録』
- 『孔子弟子姓名表』
- 『古今通史年表』
- 『漢書地理志稽疑』
- 『丙辰公車徴士小録』
- 『続甬耆旧詩』
- 『天一閣碑目』